# Fidirana
Fidirana est une commune urbaine malgache, située dans la partie centre-nord de la région de Vakinankaratra.